# Syvien vesien juhla
Syvien vesien juhla (Nederlands: Vreugde van de diepe wateren) is een compositie uit 1995 van Kalevi Aho. De fantasie voor orkest is qua voltooiing het voorspel op de opera Ennen kuin me kaikki olemme hukkuneet (Nederlands: Voordat we allemaal verdrinken). De opera was pas klaar in 1999. 
Het werk is geschreven voor de festiviteiten rond het negentigjarig bestaan van het Finse stadje Lahti, dat in 1905 stadsrechten kreeg. Men zou verwachten dat dat feestelijke muziek zou moeten opleveren, echter het thema van de fantasie is veel minder feestelijk: de hoofdpersoon uit de latere opera, de verpleegster Maija Salminen, heeft met de chirurg Göran een relatie die maar niet van de grond komt. Hij gaat als chirurg voor de koude perfectie, zij voor het gevoel. Uiteindelijk pleegt ze zelfmoord door van een brug in de rivier te springen. In plaats van rust te vinden in het koude water wordt ze door de stromingen alle kanten opgesmeten. Behalve de “letterlijke” thematiek is er ook sprake van een figuurlijke: een mens gaat verloren in de stroom van het leven en verliest zijn/haar grip op haar bestaan.    
In de première van dit werk, op 1 november 1995, gaf Osmo Vänskä leiding aan het Symfonieorkest van Lahti.
Aho schreef het werk voor een orkest bestaande uit:
- 3 dwarsfluiten, 3 hobo’s, 3 klarinetten, 3 fagotten, 1 altsaxofoon
- 4 hoorns, 3 trompetten, 3 trombones, 1 tuba
- pauken, 1 man/vrouw percussie
- violen, altviolen, celli, contrabassen